# Progress M-10M
Progress M-10M (ryska: Прогресс М-10M) eller som NASA kallar den, Progress 42 eller 42P, var en rysk obemannad rymdfarkost som levererade förnödenheter, syre, vatten och bränsle till rymdstationen ISS. Den sköts upp med en Sojuz-U-raket från Kosmodromen i Bajkonur 27 april 2011 och dockade med ISS den 29 april. 
Den lämnade stationen den 29 oktober 2011 och brann upp i jordens atmosfär några timmar senare.

### Fotnoter
1. ↑  ”NASA Space Science Data Coordinated Archive” (på engelska). NASA. https://nssdc.gsfc.nasa.gov/nmc/spacecraft/display.action?id=2011-017A. Läst 1 mars 2020.
2. ↑  Manned Astronautics - Figures & Facts Arkiverad 17 juni 2012 hämtat från the Wayback Machine., läst 15 juli 2016.